# 僅供親閱
僅供親閱（英語：eyes only）或僅供閱覽，為取用機密資訊的一種方式，限制文件僅提供給有閱讀權限的人員親閱，僅可由本人閱覽。在某些情況，甚至在閱覽時，禁止對內容有任何形式的複製、抄寫，以確保不會有任何未獲授權的副本。